# Sebastián de Marco
Sebastián de Marco Machado (Montevideo, 22 gennaio 2002) è un calciatore uruguaiano, attaccante del Fénix.

## Carriera
de Marco è cresciuto nel settore giovanile del Fénix, ed è stato promosso in prima squadra ad inizio 2022. Ha debuttato il 12 marzo nell'incontro di Primera División perso 2-0 contro il Boston River.

## Statistiche

### Presenze e reti nei club
Statistiche aggiornate al 19 maggio 2024.
| Stagione        | Squadra         | Campionato      | Campionato | Campionato | Coppe nazionali | Coppe nazionali | Coppe nazionali | Coppe continentali | Coppe continentali | Coppe continentali | Altre coppe | Altre coppe | Altre coppe | Totale | Totale | Totale |
| Stagione        | Squadra         | Comp            | Pres       | Reti       | Comp            | Pres            | Reti            | Comp               | Pres               | Reti               | Comp        | Pres        | Reti        | Pres   | Reti   |        |
| --------------- | --------------- | --------------- | ---------- | ---------- | --------------- | --------------- | --------------- | ------------------ | ------------------ | ------------------ | ----------- | ----------- | ----------- | ------ | ------ | ------ |
| 2022            | Fénix           | PD              | 21         | 0          | CU              | 1               | 0               |                    | -                  | -                  |             | -           | -           | 22     | 0      |        |
| 2023            | Fénix           | PD              | 12         | 0          | CU              | 1               | 0               |                    | -                  | -                  |             | -           | -           | 13     | 0      |        |
| 2024            | Fénix           | PD              | 2          | 0          | CU              | 0               | 0               |                    | -                  | -                  |             | -           | -           | 2      | 0      |        |
| Totale carriera | Totale carriera | Totale carriera | 35         | 0          |                 | 2               | 0               |                    | -                  | -                  |             | -           | -           | 37     | 0      |        |